# Fenestella artiensis
Fenestella artiensis är en mossdjursart som först beskrevs av Elisabeth K. Stuckenberg 1895.  Fenestella artiensis ingår i släktet Fenestella och familjen Fenestellidae. Inga underarter finns listade i Catalogue of Life.